# اشتباكات ريف دمشق (نوفمبر 2011–مارس 2012)
اندلعت اشتباكات ريف دمشق والتي عُرفت في الداخِل السوري باسمِ معركة الغوطة في 28 يناير عام 2012 بعدَ أن بسطَ الجيش السوري الحر سيطرته على عدة بلدات في منطقة ريف دمشق الشرقي، فحاصرها الجيش السوري وقصفها بشدة لاستعادة سيطرته عليها، وردًّ الجيش الحر أيضاً بهجمات على الجيش السوري لمنعه من دخول المدن. وبلغَ عدد ضحايا المعارك ما بين مدنيين وعسكريين أكثر من 130 قتيلاً، وقد انتهت في 31 يناير عندما انسحب الجيش السوري الحر من الغوطة الشرقية ودخلها الجيش النظامي. ولاحقاً في 1 فبراير تمكن الجيش الحر من السيطرة لفترة قصيرة على منطقة وادي بردى، ثم انسحبَ منها تباعاً.

## اشتباكات واضطرابات 2011
اندلعت احتجاجات شبابيّة شعبيّة مُناهضة للحكومة في تموز/يوليو من عام 2011. ردّ نظام الأسد من خلال قمع هذه الاحتجاجات بشكلٍ عنيف مما تسبّب في سقوط 23 قتيل في صفوف المتظاهرين السلميين في يوم واحد فقط. تواصلت المسيرات الشعبية المناهضة للحكومة وتواصلَ معها سقوط عدد أكبر من المحتجين خاصّة في تشرين الأول/أكتوبر ثم تشرين الثاني/نوفمبر، بما في ذلك مقتل عشرة حول دمشق بينهم طفلٌ في الرابعة عشر من عمره.
قُتلَ أربعة عشر آخرون خلالَ مداهمات لاحتجاجات ضخمة في ريف دمشق. في المنحى ذاته؛ ذكرَ الناشط الحُقوقي عاصم الذي ينشطُ في شرق دمشق ضاحية حرستا أنّ ثلاث منشقين قد أُعدموا على يدِ الجيش بعد رفضوا الانصياع لأوامر القيادة المُتمثلة بالأساس في تفريق المظاهرات السلميّة بأي طريقة كانت. حسب عاصم أيضًا؛ فإنّ عناصر الجيش قد أطلقت الذخيرة الحية على مظاهرة شارك فيها حوالي 1500 حتىّ 2000 بالقُرب من ريف دمشق مما تسبب في سقوط قتلى ثم أضاف: «لم تستطع شرطة الأمن إخماد المظاهرة الشعبية ... انشقّ ثمانية جنود عند الحرس الجمهوري فيما عزّز الجيش من حضوره من خلال إرسال أربع مدرعات إضافية للمناطق السكنيّة.»

### تشرين الثاني/نوفمبر
بحلول 16 تشرين الثاني/نوفمبر 2011 ووفقًا لمصادر في المعارضة السورية فإنّ المُنشقين عن الجيش –تحديدًا الذين رفضوا الانصياع لأوامر القيادة– قد هاجموا مكتب الاستخبارات العسكرية في حرستا وهي ضاحية من ضواحي العاصمة دمشق مما أسفر عن مقتل ستة جنود وجرح أكثر من 20 آخرين. «لقد قصفَ الجيش السوري الحر بالصواريخ وقذائف الآر بي جي.» كانَ هذا ما قاله الناشطُ عمر الإدلبي المتحدث باسم لجان التنسيق المحلية. تمّ تداول أخبار أخرى تُفيد بأن جميع المنشقين عن الجيش قد شاركوا في عمليات ما بعد الهجوم. استهدفت جميع الهجمات نقاط تفتيش عسكرية في ضواحي مدينة دوما، عربين وسقبا مما أسفر عن مقتل ثلاثة جنود. كل هذا دفعَ بوزراة الدّفاع الروسية –حليفة الحكومة السورية– إلى نشر بيانٍ تُؤكد فيه على أنّ اندلاع القتال في دمشق «يشبه الحرب الأهلية».
في 20 تشرين الثاني/نوفمبر 2011؛ سُمعَ دوي انفجار كبير في قلب العاصمة السورية دمشق وسطَ تقارير تتحدثُ عن هجوم بقنبلة يدوية على مكاتب حزب البعث الحاكم نفذهُ منشقون عن الجيش. أعلنَ الجيش السوري الحر في وقتٍ لاحق مسؤوليته عن الهجوم موضحًا أنه أطلقَ صاروخين على المبنى.

### كانون الأول/ديسمبر
في كانون الأول/ديسمبر 2011 نشرت قناة الجزيرة مقالا ذكرت فيه أن المتظاهرونَ يجتمونَ كلّ مساء في ضواحي دمشق لتقديم الدعم للجيش السوري الحر. في الرابع من كانون الأول/ديسمبر من نفس العام؛ ذكرت مجموعة من وكالات الانباء أن النظامَ قد عقدَ موكب جنازة لـ 13 جنديًا قُتلوا على يد المعارضة «بينما كانوا يؤدون واجبهم في ريف دمشق» على حدّ زعمِ الحُكومة. بعد ذلك بخمس أيام؛ قتلت قوات الأمن السورية طفلين تتراوح أعمارهما بين 10 و12 سنة وذلكَ في حمص. ثم تُوفيّ شاب آخر على يدِ القوات النظامية نفسها يوم 13 كانون الأول/ديسمبر.
في 23 كانون الأول/ديسمبر 2011 ادّعى التلفزيون الرسمي السوري أن انفجارين حصلا داخلَ قواعد أمنية في دمشق ثم سُرعان ما اتهمَ انتحاريين بتنفيذها كما عزّز من هذه الفرضية بعدما نشر مقالات صحفيّة أخرى تؤكد على مقتل عددٍ من العسكريين والمدنيين خلال هذا الهُجوم. تضاربت الأنباء حولَ ما حصل بالضبط لكنّ غالبية الموقع أشارت إلى مقتل ما بين 44 حتّى 55 شخصًا. ادّعى التلفزيون الحكومي مقتل «العديد من الجنود وعدد كبير من المدنيين» في التفجيرات لكنّه لم يقدم المزيد من التوضيحات حولَ كيفية الهجوم ومن ورائه وكم عدد الضحايا بالتحديد.
في 29 كانون الأول/ديسمبر؛ فتحت قوات الأمن السورية النار على عشرات الآلاف من المتظاهرين خارج مسجد في إحدى ضواحي دمشق بالقُرب من مبنى بلديّة دوما. تزامنَ هذا الهجوم معَ زيارة بعثة مراقبي جامعة الدول العربية للوقوف على ما يحصل في سوريا. لقيَ أربعة مدنيين على الأقل حتفهم خلال هذه «المجزرة». في السياق ذاته؛ نشرَ رامي عبد الرحمن بيانًا مفصلا كان هذا أبرزُ ما فيه: «كان هناكَ 20.000 شخصًا يحتجون خارج المسجد الكبير في دوما عندما فتحت القوات الأمنيّة النار عليهم ... شوهدت في اللقطات المصوّرة سيارات تابعة لجامعة الدول العربية أمام مبنى البلدية القريب من المسجد.» جديرٌ بالذكر هنا أن الحكومة وقوات الأمن قد منعت النشطاء والمُراقبين من دخول مدينة دوما بعد عمليات القتل هذه وخاصّة بعد تدهور الوضع.

## اشتباكات واضطرابات 2012

### كانون الثاني/يناير

#### 28 يناير
في يوم السبت 28 يناير اندلعت اشتباكات مختلفة بين الجيشين السوري والسوري الحر في أنحاء متفرِّقة من ريف دمشق، من بينها بلدة كفربطنا التي حاصرها الجيش ومنعَ دخول كافة المواد الغذائية والطبية إليها، وشنَّ عليها قصفاً مدفعياً منذ صباح اليوم، وهو ما دفعَ المعارضة إلى اعتبارها «منطقة منكوبة». وقد اضطر الجيش السوري إثرَ هذه الاشتباكات إلى الانسحاب من كفربطنا بحلول نهاية اليوم مع استمرار حصارها الكامل. وأما بلدة سقبا المجاورة فقد أفادت تقارير وكالة سي إن إن الإخبارية بعدَ أن دخلها مراسلوها يوم السبت بأنها باتت واقعة تحت سيطرة الجيش الحر، وبثت الوكالة تقريراً مصوراً يُظهر مقاتلي الجيش وهُم يجوبون شوارع البلدة مدجَّجين بأسلحة خفيفة، كما صوَّرت الأهالي وهم يُشيعون قتيلاً سقط برصاص الأمن يوم الجمعة ويَهتفون ضد النظام.
كما تعرَّضت بلدة رنكوس لقصف عنيف بمدافع الدبابات أدَّى إلى تهديم عدة منازل، وهي بلدة كانت تحتَ الحصار لثلاثة أيام منذ الأربعاء الماضي. وكانت قد شهدت منطقة عسال الورد القريبة منها مجزرة يومَ الخميس اكتشفت السبت راحَ ضحيتها 30 من أهالي المنطقة. من جهة أخرى تعرَّضت بلدة مسرابا الواقعة قربَ دمشق أيضاً لقصف مدفعيٍّ دامَ أكثر من ثلاث ساعات وانتهى بسُقوط 8 قتلى، فضلاً عن استمرار الحصار المفروض على البلدة.
وإثرَ هذه المعارك المختلفة أعلنَ ضابط برتبة عميد انشقاقه معَ 300 من جنوده يومَ السبت في ريف دمشق وانضمامه إلى الجيش السوري الحر، وفقَ مصادر المعارضة.
وقد كانت الحصيلة الإجمالية لقتلى السبت حسبَ الهيئة العامة للثورة السورية 23 قتيلاً موزعين على بلدات سقبا وعربين وزملكا، التي تعرَّضت جميعاً للاقتحام والقصف. كما أفاد تقرير لوكالة رويترز في نهاية يوم السبت بأن بلدات كفربطنا وسقبا وحرستا وحمورية وعين ترما (الواقعة جميعاً في الغوطة الشرقية، أي ريف دمشق الشرقي) قد باتت كلها تحتَ سيطرة الجيش السوري الحر، ولم تعد للنظام السوري سلطة فيها على الإطلاق.

#### 29 يناير
استأنفت المعارك والاشتباكات في المنطقة يوم الأحد 29 يناير، عندما اجتاجت تعزيزات تتألف من أكثر من 2,000 جندي و50 دبابة الغوطة الشرقية (منها بلدتا كفربطنا وعين ترما) لاستعادة السيطرة عليها، وبدأت هذه القوات الجديدة بقصف المناطق والبلدات الخاضعة لسيطرة الجيش السوري الحر لإجباره على الانسحاب منها. وأفادَ ناشطون بأن جثث القتلى باتت ملقاة في الشوارع في أنحاء المدن المُجاورة لدمشق إثرَ المعارك التي نشبت هناك، وأفادوا بأن عدد قتلى الأحد خلال اشتباكات الغوطة الشرقية بلغَ 14 قتيلاً على الأقل، وبذلك فتُعد هذه الاشتباكات الأعنف في ضواحي العاصمة منذ اندلاع الاحتجاجات. وأما الهيئة العامة للثورة ا السورية فقد قالت أن عدد القتلى ليوم الأحد بلغَ 20 في الواقع. وأما بلدة رنكوس فقد ارتفعَ عدد قتلاها على مدى الأيام الخمسة الماضية ليَبلغ 33 قتيلاً.

#### 30 يناير
في يوم الإثنين 30 يناير بدأت قوات الجيش السوري عمليَّة اقتحام للغوطة الشرقية والشمالية لاستعادة السطيرة عليها، وشمل ذلك بلدات كثيرة بينها زملكا وعربين شرق دمشق ورنكوس شمالها، وقد دفعَ الاقتحام الجيش السوري الحر إلى الانسحاب من المنطقة إلى أطراف الغوطة، فدخلت قوات الأمن إلى المدن (المتاخمة لدمشق) وبدأت وفق ناشطين عمليَّات نهب للمنازل واعتقالات عشوائية للأهالي، وقد وُثقت 200 حالة اعتقال في بلدة حمورية وحدها. وأما قتلى العمليات العسكرية فقد بلغوا 25 خلال يوم الإثنين.
وأما الإعلام الرسمي فأفادَ بالعثور على الكثير من الأسلحة والمعدات العسكرية خلال عملية اقتحام الغوطة، وبالقبض على الكثير من الإرهابيين المسلحين الذين كانوا يُروِّعون الأهالي.

#### 31 يناير
بحلول يوم الثلاثاء 31 يناير انسحبَ الجيش السوري الحر بالكامل من عدة بلدات في الغوطة الشرقية من بينها زملكا وعربين، ودخلها الجيش السوري وراءه على إثر ذلك مدعوماً بقوات من الفرقة الرابعة، فبسطَ سيطرته عليهما مُجدداً، كما اجتاحَ الجيش يوم الثلاثاء بلدة رنكوس شمالَ دمشق وحي جوبر في شرقيها.

### شباط/فبراير
في الأوّل من شباط/فبراير 2012 مدّدَ الجيش السوري من عمليات تمشيطه للمنطقة كما حرّك مدرعاته باتجاهِ منطقة جبلية في القلمون شمال دمشق ثمّ بدأَ هناك في بسطِ سيطرتهِ على الأراضي الزراعية المحيطة بالمدينة. في الضاحية الشرقية لمنطقة مسرابا؛ ذكر نُشطاء حقوقيون أن قنّاصة الجيش قد تمركزوا في المناطق العالية فيما انتشرت الدبابات في الشوارع. تجدّدَ القتال في منطقةِ وادي بردى الواقعة شمال غرب دمشق وقد ذكرت لجان التنسيق المحليّة حينَها مقتل 12 شخصًا جرّاء الاشتباكات بينهم ستة من الجيش الحر، فيمَا لقيّ أربعة آخرون حتفهم بعدَ قصفٍ لدبابة الجيش على بعض الأحياء في محاولة منهم لطرد وحدات الجيش السوري الحر. ذكرَ المُتحدث باسمِ الثوار في وقتٍ لاحقٍ أنّ عدد القتلى قد بلغَ خمسة عشر. ذكر النُشطاء كذلك قضية تسميم الحكومة لإمدادات المياه في وادي بردى؛ ومع ذلك لم يكن هناك أي تأكيد مستقل من باقي وسائل الإعلام.
نظّمت الطبقة العاملة في سقبا وهي ضاحية شرقية لمدينة دمشق مظاهرات سلميّة مُناهضة للحكومة وذلك بسبب تعاملها العنيف جدًا مع ما حصل من مطالبات بالديمقراطية. في نفس الوقت؛ حاولَ الجيش السوري الحر مقاومة الجيش السوري وتكرّرت الاشتباكات المُتفرقة بينهمَا. توّقفَ القِتال لبرهة ثم تمكّن النظام من بسطِ سيطرته على المنطقة بعدما مشّط ومسحَ شوارعها ثم أقامَ فيما نقاط تفتيش في التقاطعات الرئيسية لمنعِ مُقاتلي الجيش الحرّ من الفرار فيما قُتل الباقي أو أصيبوا خلالَ الاشتباكات. لقد خلفت هذه الحرب –بالرغم من بساطتها مُقارنةً بما هو قادم– أضرارًا كارثية على المنطقة فجثت المدنيين كانت مرميةً في الشارعِ فيما عُثر على بعض الأعضاء والأشلاء نتيجة عمليات القصف المتواصل للقوات الحُكوميّة. تحدثَ بعضُ الشهود العيان عن دبابات عملاقة تقصفُ المحلات التجارية والمنازل فيما ذهبَ آخرون للحديث عن تورط إيران وحزب الله في الصرّاع في حين لم يكن هناك أي دليل على ذلك. تعهدَ البعض الآخر بمواصلة الاحتجاجات ضدّ النظام الحاكم فيما ألقت فئة قليلة جدًا باللوم على الجيش السوري الحر الذي اتهمتهُ بإثارة الفتنة والدخول في حرب غير قادر على الفوز فيها هذا فضلًا عن أنّ الناس العاديين والمدنيين هم من يدفعون ثمن القتال.
ذكرت مصادر مقربة من الحكومة السورية أن الهدف منَ الهجوم كانَ تطهير الثوار من كل المناطق القريبة من العاصمة وإقامة منطقة أمنية فيما أكّد أحد نشطاء المعارضة وهوَ أيمن الإدلبي على أن الجيش السوري يستعد لهجوم واسع على مدينة الزبداني وهي مدينة تقع إلى الشمال من وادي بردى.
في الثاني من شباط/فبراير 2012؛ تُؤكدَ أن الجيش السوري يستعدُ لدخول دوما التي باتت معظم شوارعها مهجورة ومهدمة وخاوية على عروشها وذلك بسبب اشتداد فتيل الاشتباكات هناكَ قبل بضعة أيام ثم فرار المنشقين عن الجيش ومعظم المدنيين إلى ريف دمشق. تطوّرت الأمور بسرعة حيثُ قُتلَ سبع جنود تابعين للنظام في التاسع من شباط/فبراير 2012 وذلك خلالَ الاشتباكات في ريف دمشق وغيرها من المناطق. في اليوم الموالي؛ دخلَ الجيش السوري الحر في اشتباكٍ عنيف مع القوات الموالية لبشار في أحد الأحياء الفقيرة من مدينة دمشق التي شهدت تبادلًا كثيفًا لإطلاق النار. حاربَ أعضاء الجيش الحر لمدة أربع ساعات متتالية واستطاعوا تكبيد النظام خسائر فادحة بالرغم من توفر هذا الأخير على مدرعات ودبابات وأسلحة ثقيلة. في الحادي عشر من شباط/فبراير 2012 زعمت سانا مقتل ثلاث موظفين في الحكومة على يدِ مسلحين حيث قالت: «قُتل اللواء عيسى الخولي في صباح اليوم أثناء خروجه من منزله في دمشق في حي ركن الدين وهوَ مدير المستشفى العسكري في دمشق.» على النقيض من ذلك؛ أكّدَ مجلس قيادة الثورة على أنّ نظام الأسد هو من نفذ هذه الاغتيالات بنفسهِ ثم حاول إلصاقها بالمعارضة للبحث عن شرعيّة لهجومه الدموي على شعبِ هذا البلد الذي رفضه وطالب بتحقيق الديمقراطية.
في الوقت نفسه؛ كانَ القِتال مُستمرًا في ضاحية دوما ثم سرعان ما انتشرت عدّة مقاطع فيديو على النت وهي تظهر دبابات النظام أثناء قصفها «الهمجي والعشوائي» لشوارع دوما. ازداد التوتر بين الطرفين حينمَا اقتحمَ جنود الجيش النظامي المسجد الكبير واعتقلوا عددًا كبيرًا منه تحت تهديد السلاح.
في 12 شباط/فبراير 2012؛ انتشرَ شريط فيديو على شبكة الإنترنت يُظهر عرضًا عسكريًا في شوارع دوما مع صور بشار الأسد على الجزء الأمامي بجانب الأسلحة والمركبات وقد تخلل هذا العرض إطلاق القوات الحكومية لنيرانِ حيّة على المباني المُتهالِكة. بعد ذلك بيومين؛ نشرت سانا –التابعة للنظام السوري– تقريرًا ذكرت فيه عثور القوات الحكومية على مخابئ «المتمردين» كما ذكرت نفس الوكالة مُصادرة الجيش للعديد منَ الأسلحة والقنابل وغيرها. في مُنتصف شهر شباط/فبراير شنّت قوات النخبة السورية عملية كبيرة في ضاحية برزة لتحديد موقع الثوار معَ تجهيز حوالي 1000 جندي استعدادًا للاشتباكات. في نفس اليوم حصلت اشتباكات عنيفة إلى حدٍ ما معَ الجيش السوري الحر في شوارع دمشق.
في 18 شباط/فبراير 2012 وحسبّ وسائل الإعلام الحُكومية فقد تمّ اكتشاف مخبأ الثوار في دوما حيثُ عثرَ الجيش بداخله –حسبَ ذات المصادر– على 6 بنادق كلاشنيكوف، 3 بنادق قنص صاروخا آر بي جي ثم بندقيتان تُركيتان. قُتلَ في نفس اليوم اثنين على الأقل من المتظاهرين في أكبر احتجاج خلالَ جنازة 3 مواطنين سقطوا بسبب مدفعيّة الجيش. شهدت منطقة المزة بالقُرب من القصر الرئاسي السوري مظاهرة مناهضة للحكومة حضرها عشرات الآلاف من المؤيدين للديمقراطيّة لكنّ قوات الأمن تصدت لهم من خلال إطلاق النار والغاز المسيل للدموع  مما تسبب في وقوع ضحايا في صفوف المتظاهرين. ارتفعَ عدد القتلى إلى ثلاث،  فيما بلغَ عددُ المتظاهرين أزيد من 30.000.
شهدت المنطقة بعض الهدوء يوم 19 شباط/فبراير على الرغم من دعوة المعارضة إلى ما سمّتهُ «يوم التحدي» في أعقاب الاحتجاجات ذلكَ اليوم والتي سُرعان ما توقفت عقبَ انتشار قوات الأمن في بعض أحياء وسط دمشق. أصبحت شوارع المزة فارغة إلى حد كبير خاصّة أن الجيش النظامي قد اعتقل الكثير من أبناء المدينة فيما قلّت الاحتجاجات في المدارس المحلية بسبب تشديد السلطات للرقابة عليها.

### آذار/مارس
في الثالث من آذار/مارس 2012 صرّح رئيس الجيش السوري الحر رياض الأسعد لقناة الجزيرة قائلًا أن أعضاء الجيش الحر قد سيطروا على مستودعات الأسلحة في ريف دمشق، وذكر أيضا: «قتلَ الجيش الحر أكثر من 100 من قوات الجيش في ريف دمشق.» إلا أن ذلك لم تؤكدهُ وسائل الإعلام المستقلة أو المنظمات المعارضة المسؤولة عن تتبع القتلى في الصراع. في المَجال ذاته؛ قُتل سبع ثوار على يد الجيش السوري في دوما وذلكَ خلال تجددّ الاشتباكات هناك. ثم قُتلَ في 10 آذار/مارس جنديين وثلاثة من الثوار خلالَ اشتباكات في داريا.
في 13 آذار/مارس؛ ادّعت سانا في خبرٍ لها اغتيال عقيد سوري في ريف دمشق بعدما أُطلق عليه النار حينما كانَ في طريقه إلى وحدته العسكرية. قبلَ ذلك بيومٍ واحد؛ أفادت بعضُ الأنباء وقوع اشتباكات في وسط دمشق بين الجيش السوري الحر والجيش السوري الموالي للأسد ثمّ تجددت هذه المعارك في ركن الدين بدمشق حيثُ سُمع هناك إطلاق نار شديد في جميع أنحاء المدينة وفقًا لشهود عيان. تحوّل الأمر إلى قِتال عنيف يوم 16 آذار/مارس حيث استُعملت الأسلحة الثقيلة في العديد من ضواحي دمشق مما تسبب قي مقتل ثلاث جنود. تصاعدت وتيرة العُنف بعد تفجير سيارة مُفخّخة في العاصمة دمشق مما أدّى إلى مقتل 27 شخصًا وجرح 140 آخرين. كانَ من بين القتلى أفراد من قوات الأمن والمخابرات الجوية هذا فضلا عن أعضاء منَ الأمن الجنائي.
في 18 آذار/مارس 2012 اندلعت اشتباكات عنيفة في شوارع دمشق حيث استُعملت فيها الأسلحة الثقيلة خاصّةً في منطقة المزة التي تعد موطنًا لكثير من المنشآت الأمنية. حسب بعض شهود العيان؛ فالطرفان المُتنازعان قد استَخدما الرشاشات الثقيلة وقذائف صاروخية النار خلال الليل والنهار. «هذه الاشتباكات هي الأعنف والأقرب إلى مقار قوات الأمن في دمشق منذ اندلاع الثورة السورية» كانَ هذا ما علّقَ به رامي عبد الرحمن الذي يدير المرصد السوري لحقوق الإنسان؛ ثم أضاف: «حسب مصادري فقد أُصيبَ 18 من الجنود الحكوميين بجروح خلال عمليات تبادل إطلاق النار.» توضّحت تفاصيلُ القتال في وقتٍ لاحق حيث نشرت صحيفة صنداي عدّة تقاريرٍ بينت فيها ما حصل كما أشارت إلى انشقاق العديد من الجنود عن الجيش وانضمامهم للجيش الحُر والثوار. في الوقت ذاته شنّت 3 وحدات من الجيش السوري الحر شنوا هجومًا على المزة التي ترتكزُ فيهَا قوات النخبة مما تسبب في خسائرَ في صفوف القوات الحُكوميّة التي ردّت من خلال نشر وحدتين في كلّ شارع هذا فضلا عن تكثيف الحماية على مستوى منزل آصف شوكت نائب رئيس القوات المسلحة. بالرغم من ذلك فقد عمدَ الثوار على استهداف منزل شوكت بعينهِ من خلال قذائف الآر بي جي التي كانت تُطلق قبل الفجر. حينَها ذكر قائد الجيش السوري الحر: «أردنا أن نُظهر للنظام أنّنا قادرون على تنفيذ عملياتنَا في مناطقَ حسّاسة بل لنا القدرة على الوصول للقصر الرئاسي.» في نهاية المطاف أرسلّ الجيش طائرات الهليكوبتر المسلحة للسيطرة على الاشتباكات مما تسبب في مقتل 7 من مقاتلي المعارضة وفقًا للجيش السوري الحر. انتهت الاشتباكات ذلك اليوم بمقتل 80 عنصرًا من قوات الأمن بما في ذلك الميليشيات الموالية للحكومة وجرح 200 آخرين كما تكبدت القوات الحكومية خسائر عسكرية بما في ذلك تدمير دبابتين.
في 20 آذار/مارس 2012 أطلقَ الجيش السوري الحر في دوما سراح جنرال كانوا قد اعتقلوه مقابل العديد من جثت السجناء الذين قتلوا مؤخرًا من قبل قوات الأمن. بعد ذلك بيومٍ واحد قصفت قوات الأسد ضواحي حرستا وإربين. انخفضت وتيرة الاشتباكات لمدة ثلاث أيام ثم عادت وارتفعت في 24 آذار/مارس 2012 بعد جُرحِ ثماني متظاهرين خلالَ مظاهرة في دمشق. ذكر نشطاء أن انفجارات وإطلاق نيران سُمعَ في العديد من المناطق من محافظة دمشق وفي وسط المدينة نفسها. نُظمت احتجاجات مناهضة للحكومة في دوما وفي مناطق أخرى على مقربة من العاصمة. في السياق ذاته ذكرَ مرصد حقوق الإنسان تواجدَ القناصة والمدرعات الثقيلة في دوما. قُتل ثلاث جنود في 26 آذار/مارس كما تعرّضت حافلة عسكرية لهجوم في حرستا. قُتلَ في اليوم الموالي رئيس فرع المخابرات الجوية كما قُتل العقيد إياد مندو الذي كان يعتبر رئيس واحدة من أقوى الهيئات في الدولة. قبض الجيش الحر في أواخر آذار/مارس على غالبيّة المناطق في دمشق، كما سيطرَ على ضواحي حرستا وإربين بعدما طردوا منها القوات الحكومية.

## ما بعد الاشتباكات

### نيسان/أبريل 2012
في السادس من نيسان/أبريل 2012 اقتحمَ الجيش مدينة دوما وصعّد من هجماته تجاه كلّ من فيها مما تسبب في مقتل مجموعة من المدنيين وزاد من وتيرة تسارعِ الأحداث في المنطقة.

#### وقف إطلاق النار (14 أبريل حتى 1 يونيو 2012)
حصلت حوادث متفرقة في محافظة ريف دمشق خلال اتفاقية وقف إطلاق النار التي سُرعان ما انهارت بسبب استمرار الهجمات من قِبل المعارضة المستقلة مما أدّى إلى نشوب اشتباكات في ريف دمشق صيف 2012.
في 18 نيسان/أبريل 2012؛ أعلنت الحكومة أن ضابط جيش برتبة عقيد قد قُتل في دوما. ثم زعمت الحكومة مجددًا في 21 نيسان/أبريل أنّ ضابطًا برتبة ملازم أول قد اغتيل بالرصاص في ريف دمشق. عادت الحكومة مُجددًا في 25 أبريل 2012 لتنشر خبرًا مفادهُ مقتلَ 3 ضباط عسكريين في دمشق على يدِ عناصرَ من المُعارضة. بعد ذلك بثلاث أيام؛ هزّ تفجير انتحاري وسطَ دمشق. حينَها زعمت وسائل إعلام الدولة مقتلَ 11 من قوات الأمن والمدنيين فيما ذكرت ساهر مقتل مدنيين اثنيين و9 من قوات الأمن. في اليوم ذاته؛ أكّدَ الجيش السوري قتله لـ 10 ثوار في منطقة دمشق. حينَها كان الجيش السوري في تراجع كبير وذلك بسبب انشقاق مئات الجنود عنه في ضواحي دمشق و اللاذقية لعدّة أسباب بما في ذلك رفضهم قصف المدنيين. في 29 نيسان/أبريل 2012؛ ذكرت وسائل الإعلام الحكومية مقتل جنديين اثنيين من حرس الحدود خلالَ القتال الدائر في ريف دمشق. في اليوم الموالي؛ قُتلَ العميد شاكر تيجون جرّاء انفجار قنبلة في ريف دمشق بحسب شهود عيان.